# Prix des Ducs de Normandie
Prix des Ducs de Normandie, är ett årligt travlopp för 4-10-åriga varmblod som körs på Hippodrome de la Prairie i Caen i Frankrike i mitten av maj. Det är ett Grupp 2-lopp, det vill säga ett lopp av näst högsta internationella klass. Loppet körs över 2450 meter med fransk voltstart. Förstapris i loppet är 67 500 euro.
Loppet har körts sedan 1981.

## Segrare
| År   | Häst               | Land      | Kusk                  | Tränare              | Distans | Tid    |
| ---- | ------------------ | --------- | --------------------- | -------------------- | ------- | ------ |
| 2024 | Izoard Védaquais   | Frankrike | Benjamin Rochard      | Philippe Allaire     | 2 450 m | 1'10"2 |
| 2023 | Hohneck            | Frankrike | Gabriele Gelormini    | Philippe Allaire     | 2 450 m | 1'11"2 |
| 2022 | Etonnant           | Frankrike | Anthony Barrier       | Richard Westerink    | 2 450 m | 1'11"0 |
| 2021 | Etonnant           | Frankrike | Anthony Barrier       | Richard Westerink    | 2 450 m | 1'10"4 |
| 2020 | Earl Simon         | Frankrike | Franck Ouvrie         | Jarmo Niskanen       | 2 450 m | 1'11"0 |
| 2019 | Aubrion du Gers    | Frankrike | Jean-Michel Bazire    | Jean-Michel Bazire   | 2 450 m | 1'12"5 |
| 2018 | Aubrion du Gers    | Frankrike | Jean-Michel Bazire    | Jean-Michel Bazire   | 2 450 m | 1'11"7 |
| 2017 | Amiral Sacha       | Frankrike | Gabriele Gelormini    | Florent Lamare       | 2 450 m | 1'10"5 |
| 2016 | Bird Parker        | Frankrike | Jean-Philippe Monclin | Philippe Allaire     | 2 450 m | 1'11"2 |
| 2015 | Roi du Lupin       | Frankrike | Jean-Michel Bazire    | Jean-Paul Marmion    | 2 450 m | 1'12"8 |
| 2014 | Roi du Lupin       | Frankrike | Jean-Michel Bazire    | Jean-Paul Marmion    | 2 450 m | 1'12"7 |
| 2013 | Texas Charm        | Frankrike | Julien Dubois         | Philippe Moulin      | 2 450 m | 1'12"1 |
| 2012 | Texas Charm        | Frankrike | Julien Dubois         | Philippe Moulin      | 2 450 m | 1'10"8 |
| 2011 | Quaker Jet         | Frankrike | Jean-Étienne Dubois   | Jean-Étienne Dubois  | 2 450 m | 1'11"9 |
| 2010 | Oyonnax            | Frankrike | Sébastien Ernault     | Vincent Brazon       | 2 450 m | 1'11"7 |
| 2009 | Unforgettable      | Tyskland  | Pierre Vercruysse     | Arnold J. Mollema    | 2 450 m | 1'12"6 |
| 2008 | Nimrod Borealis    | Frankrike | Matthieu Abrivard     | Loic-Desiré Abrivard | 2 450 m | 1'11"8 |
| 2007 | L'Océan d'Urfist   | Frankrike | Junior Guelpa         | Stéphane Guelpa      | 2 450 m | 1'13"  |
| 2006 | Kazire de Guez     | Frankrike | Jean-Michel Bazire    | Jean-Michel Bazire   | 2 450 m | 1'12"3 |
| 2005 | Love You           | Frankrike | Jean-Pierre Dubois    | Jean-Pierre Dubois   | 2 100 m | 1'11"  |
| 2004 | Love You           | Frankrike | Jean-Pierre Dubois    | Jean-Pierre Dubois   | 2 450 m | 1'12"7 |
| 2003 | Général du Lupin   | Frankrike | Jean-Michel Bazire    | Jean-Paul Marmion    | 2 450 m | 1'13"6 |
| 2002 | Gébrazac           | Frankrike | Serge Peltier         | Serge Peltier        | 2 100 m | 1'13"  |
| 2001 | Giesolo de Lou     | Frankrike | Jean-Étienne Dubois   | Jean-Étienne Dubois  | 2 100 m | 1'14"3 |
| 2000 | Giesolo de Lou     | Frankrike | Jean-Étienne Dubois   | Jean-Étienne Dubois  | 2 450 m | 1'18"  |
| 1999 | Goetmals Wood      | Frankrike | Bernard Piton         | Jean-Pierre Dubois   | 2 450 m | 1'14"8 |
| 1998 | Défi d'Aunou       | Frankrike | Jean-Étienne Dubois   | Jean-Étienne Dubois  | 2 450 m | 1'13"3 |
| 1997 | Abo Volo           | Frankrike | Jos Verbeeck          | Paul Viel            | 2 100 m | 1'13"7 |
| 1996 | Abo Volo           | Frankrike | Jos Verbeeck          | Paul Viel            | 2 450 m | 1'13"8 |
| 1995 | Activity           | Sverige   | Anders Lindqvist      | Bengt Hansson        | 2 450 m | 1'14"9 |
| 1994 | Bahama             | Frankrike | Jean-Pierre Dubois    | Jean-Pierre Dubois   | 2 100 m | 1'14"1 |
| 1993 | Autour d'Aunou     | Frankrike | Jean-Étienne Dubois   | Jean-Étienne Dubois  | 2 450 m | 1'14"  |
| 1992 | Vroum d'Or         | Frankrike | Bertrand Lefèvre      | Bertrand Lefèvre     | 2 450 m | 1'15"1 |
| 1991 | Shalom             | Frankrike | Jean-Claude Hallais   | Jean-Claude Hallais  | 2 450 m | 1'16"7 |
| 1991 | Ursulo de Crouay   | Frankrike | Joël Hallais          | Joël Hallais         | 2 450 m | 1'16"7 |
| 1990 | Rêve d'Udon        | Frankrike | Yves Dreux            | Bernard Desmontils   | 2 100 m | 1'16"4 |
| 1989 | Rêve d'Udon        | Frankrike | Yves Dreux            | Bernard Desmontils   | 2 100 m | 1'18"1 |
| 1988 | Quiton du Coral    | Frankrike | Joël Hallais          | Joël Hallais         | 2 100 m | 1'17"4 |
| 1987 | Ourasi             | Frankrike | Jean-René Gougeon     | Jean-René Gougeon    | 2 100 m | 1'14"7 |
| 1986 | Olympio de Corseul | Frankrike | Jean-René Gougeon     | Jean-René Gougeon    | 2 450 m | 1'18"6 |
| 1985 | Nodesso            | Frankrike | Michel-Marcel Gougeon | Jean-Lou Peupion     | 2 450 m | 1'17"  |
| 1984 | Solo Hagen         | Sverige   | Ulf Nordin            | Jacky Béthouart      | 2 450 m | 1'20"  |
| 1983 | Marco Bonheur      | Frankrike | Jean-Pierre Viel      | Jean-Pierre Viel     | 2 450 m | 1'19"9 |
| 1982 | Kaiser Trot        | Frankrike | Joël Hallais          | Joël Hallais         | 2 450 m | 1'21"2 |
| 1981 | Jiosco             | Frankrike | Jean-René Gougeon     | Jean-René Gougeon    | 2 450 m | 1'21"6 |